# Susan Musgrave
Susan Musgrave (ur. 12 marca 1951 w Santa Cruz) – kanadyjska pisarka anglojęzyczna.

## Życiorys
W wieku 14 lat opuściła szkołę, w wieku 16 lat opublikowała w The Malahat Review swoje pierwsze poematy, w 1950 opublikowała swój pierwszy zbiór wierszy Songs of the Sea-Witch, gdzie przedstawiła wiele tematów jako poetycka osobowość poszukująca tożsamości przeciwko krajobrazowi mitologicznemu i animistycznemu. W 1976 wydała zbiór gotyckich poematów The Impstone, które ponownie przywoływały animistyczny świat z niekiedy brutalnymi obrazami. Zbiór Kiskatinaw Songs (1979) opiera się na pieśniach i legendach tubylczych ludów Zachodniego Wybrzeża. Jej wiersze często odnoszą się do trudności relacji międzyludzkich, m.in. w zbiorze A Man to Marry, A Man to Bury (1979) i Things That Keep and Do Not Change (1999). W 1985 opublikowała tom Cocktails at the Mausoleum. W 1986 poślubiła Stephena Reida, skazanego na 18 lat więzienia za obrabowanie banku; ślub odbył się w więzieniu. Ostatnie wydane przez nią tomy poezji to Obituary of Light: The Sangan River Meditations (2009) i Origami Dove (2011). Tworzy głównie w tonacji feministyczno-satyrycznej z elementami horroru zaczerpniętymi z konwencji powieści gotyckiej, a także z licznymi nawiązaniami do mitologii i scenerii Zachodniego Wybrzeża. Jest również autorką powieści: The Charcoal Burners (1980), The Dancing Chicken (1987), Cargo of Orchids (2000) i Given (2012) i książek dla dzieci: Gullband (zbiór wierszy, 1974), Hag's Head (1980), Kestrel and Leonardo (1991), Dreams More Real Than Bathtubs (1998) i Kiss, Tickle, Cuddle Hug (2012) oraz esejów. Wielokrotnie otrzymała literacką nagrodę generalnego gubernatora. Jest uznawana za jedną z najwybitniejszych kanadyjskich pisarek.